# Roisin Flanagan
Roisin Flanagan (auch Róisín Flanagan; * 2. Mai 1997 in Gortin, County Tyrone, Distrikt Fermanagh and Omagh, Nordirland) ist eine irische Leichtathletin, die im Mittel- und Langstreckenlauf an den Start geht. Auch ihre Zwillingsschwester Eilish Flanagan ist als Leichtathletin aktiv.

## Sportliche Laufbahn
Roisin Flanagan besucht seit 2016 die Adams State University in den Vereinigten Staaten und gelangte bei den Crosslauf-Europameisterschaften 2018 in Tilburg nach 22:05 min auf den 41. Platz im U23-Rennen. Im Jahr darauf schied sie bei den U23-Europameisterschaften in Gävle mit 4:36,36 min in der ersten Runde im 1500-Meter-Lauf aus und im Dezember gelangte sie bei den Crosslauf-Europameisterschaften in Lissabon nach 22:06 min auf Rang 17 im U23-Rennen und gewann in der Teamwertung die Silbermedaille. Bei den Crosslauf-Europameisterschaften 2021 in Dublin wurde sie nach 28:54 min 26. im Einzelrennen und im Jahr darauf gelangte sie bei den Commonwealth Games in Birmingham mit 15:26,76 min auf Rang elf im 5000-Meter-Lauf. Anschließend klassierte sie sich bei den Europameisterschaften in München mit 15:33,72 min auf dem 14. Platz. Im Dezember wurde sie bei den Crosslauf-Europameisterschaften in Turin nach 27:38 min 12. und gewann in der Teamwertung die Bronzemedaille hinter den Teams aus Deutschland und dem Vereinigten Königreich. Bei den Crosslauf-Europameisterschaften 2023 in Brüssel wurde sie nach 37:47 min 49. im Einzelrennen. Im Jahr darauf stellte sie über 2 Meilen mit 9:36,70 min eine neue irische Bestmarke auf und im März wurde sie bei den Hallenweltmeisterschaften in Glasgow in 8:53,02 min 15. über 3000 Meter.

## Persönliche Bestleistungen
- 1500 Meter: 4:15,50 min, 13. Juni 2021 in Dublin
- 3000 Meter: 8:57,79 min, 31. August 2021 in Rovereto
  - 3000 Meter (Halle): 8:53,02 min, 2. März 2024 in Glasgow
  - 2 Meilen (Halle): 9:36,70 min, 11. Februar 2024 in New York City (nationale Bestleistung)
- 5000 Meter: 15:26,32 min, 6. Mai 2023 in Walnut